# Édgar Diminich
Édgar Diminich, nacido el 3 de diciembre de 1993, es un regatista ecuatoriano.
Comenzó a navegar en la clase Optimist, proclamándose campeón de América del Sur en 2004, cuando tenía 12 años, y dos años más tarde, en 2006, ganó la medalla de bronce en el campeonato del mundo.
Tras finalizar su etapa en Optimist, navegó en la clase Laser, en la que ganó el Trofeo Cressy (campeón nacional escolar de los Estados Unidos en embarcación de un tripulante de la Interscholastic Sailing Association) en Laser Radial en 2008, y el campeonato nacional de Ecuador en 2009, además de terminar en el cuarto puesto del campeonato de América del Sur en 2010.
En 2009 ganó la medalla de oro en los Juegos Bolivarianos de 2009 en la clase Sunfish. 
Luego comenzó a navegar de tripulante de Raúl Ríos en la clase Snipe y ganaron el Campeonato de América del Norte en 2012. Ya como patrón, fue medalla de bronce en los Juegos Bolivarianos de Playa de 2012, medalla de oro en los Juegos Bolivarianos de 2013, y medalla de plata en los Juegos Bolivarianos de Playa de 2014. En 2016 ganó el Campeonato del Hemisferio Occidental y Oriente.
También en 2016 fue subcampeón del mundo de la clase Sunfish.